# Idealismo tedesco
L'idealismo tedesco è una corrente filosofica sviluppatasi in Germania tra la fine del XVIII secolo e l'inizio del XIX, a seguito della svolta kantiana nella teoria della conoscenza.

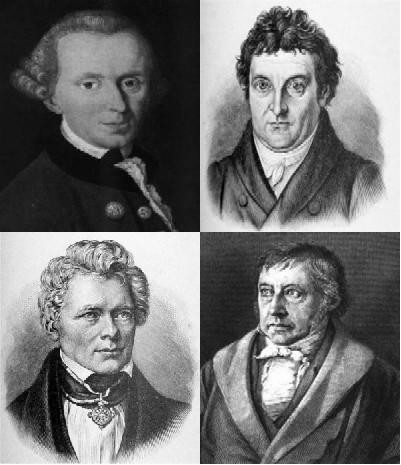
Le quattro personalità principali dell'idealismo tedesco: in alto Kant e Fichte, in basso Schelling ed Hegel.

I più celebri esponenti dell'idealismo tedesco sono, in ordine cronologico: Johann Gottlieb Fichte, Friedrich Schelling e Georg Wilhelm Friedrich Hegel. Altri pensatori della corrente sono considerati Friedrich Heinrich Jacobi, Karl Leonhard Reinhold, e Friedrich Schleiermacher. Seppur in polemica con la sua linea ufficiale e accademica, può esservi ricompreso anche Arthur Schopenhauer.

## Predecessori e influenze
Il successo di cui godette sin dall'inizio questa corrente di pensiero nelle università tedesche fu dovuto alla sua capacità di innestarsi in forma nuova e originale su temi e concezioni idealistiche presenti già in diversi precursori, in particolare:
- Platone
- Plotino
- Spinoza
- Leibniz[3]
- Vico
- Berkeley
- Kant

### Aspetti delle filosofie precedenti
Da questo punto di vista, si possono individuare due punti significativi:
- dalla tradizione neoplatonica si recuperò una visione unitaria e ideale dell'essere, al di sopra del dualismo soggetto/oggetto;[4] la sostanza venne intesa in senso spinoziano, come il tutto, la realtà nella sua universalità più ampia;
- si andò oltre la filosofia kantiana, perché essa appariva un sistema incompiuto, percorso da una profonda linea di demarcazione: fenomeno-noumeno, necessità-libertà.[5]

Colui che di fatto aprì la strada all'Idealismo tedesco fu Kant, con la sua rivoluzione copernicana e la formulazione del dualismo tra noumeno e fenomeno, che aveva aperto una frattura nel suo pensiero, arenatosi nella duplice accezione di noumeno (positiva e negativa). L'Io penso trascendentale come datore di senso, unificatore dell'esperienza fenomenica, che in Kant era oggetto di ricerca scientifica, divenne per gli idealisti oggetto di ricerca metafisica. Fichte, che è considerato il fondatore, si interrogò sul fondamento della realtà; la risposta filosofica prenderà le mosse ancora una volta dall'Io penso kantiano, trasformato, enfatizzato.
Fichte riuscì in tal modo ad individuare un punto di raccordo con il quale proseguire il pensiero kantiano, fino a portarlo a conseguenze del tutto nuove e inesplorate; il mezzo del quale si avvalse fu il processo dialettico, che verrà ripreso in seguito anche da Hegel, il quale però assolutizzandolo ne farà non solo un mezzo, ma il fine stesso della filosofia.

#### Uso del termine
Il termine Deutscher Idealismus («idealismo tedesco») compare per la prima volta in una lettera di Friedrich Engels a Karl Marx del 19 novembre 1844 e verrà in seguito utilizzato negli scritti di Marx e di Rudolf Haym.

## Il contesto storico
L'Idealismo tedesco, che sembrava inaugurare una nuova epoca del pensiero filosofico, fu anche spettatore, spesso entusiasta, dei grandi sconvolgimenti che avvenivano contemporaneamente sul piano storico. Nel periodo di tempo che va dal 1789 al 1799, infatti, si svolse in Francia la Rivoluzione francese, durante la quale la monarchia fu rovesciata e si tentò la sottomissione della Chiesa Cattolica Romana allo Stato.
Allora in Germania, tra il XVIII e il XIX secolo, l'intellettuale era espressione di un ceto che non formava una classe sociale omogenea. Lo spazio in cui si faceva cultura era l'Università, in gran parte condizionata dalla Chiesa di stato luterana. La società tedesca appariva piuttosto statica. 
In questo contesto il sapere si trasmetteva per cooptazione e la filosofia era lo stile espressivo di un ambito socialmente piuttosto emarginato; esso era caratterizzato da una formazione teologica che si rifletteva nello stile espositivo e nell'oggetto di studio.
I concetti intorno ai quali si sviluppò la discussione furono: la libertà, con un'interpretazione filosofica della Rivoluzione francese; la polemica nei confronti dell'Illuminismo formale delle corti tedesche; la critica ai testi sacri, al loro contenuto dogmatico, che vengono reinterpretati come testi morali, educativi, che non rappresentano più la rivelazione; la religione divenne allora l'educazione dell'umanità, ma anche la Rivoluzione Francese fu oggetto di critica: essa era stata scatenata da principii individualistici ed utilitaristici; la vera rivoluzione sarà quella "Ideale" da attuare secondo alti valori morali, in base ad un programma di miglioramento della civiltà e di tutto il popolo. Un'altra idea potente fu quella filosofica della Storia; l'idea cioè che il tempo presente fosse caratterizzato da un maggior livello di progresso rispetto al passato (era questo un atteggiamento già diffuso in età illuministica). In tale prospettiva il tempo, la realtà, l'esperienza umana in tutte le sue espressioni vennero lette come linee storiche in evoluzione; c'è un continuo progresso nel divenire storico (storicismo), il presente è il risultato di un processo che avviene tramite una progressiva presa di coscienza.
Nella filosofia tedesca del primo ‘800 il nuovo approccio del pensiero nei confronti della storia venne tradotto in originali concezioni filosofiche; anche il mondo classico entrò a far parte degli ideali, dei miti della cultura romantica; la Grecia classica fu assurta come il luogo e il tempo della perfezione morale e civile, di cui la Polis era il modello.

## Eliminazione dellacosa in sé
Sul piano filosofico, Friedrich Heinrich Jacobi (1743–1819) fu il primo ad evidenziare le aporie di Kant: quest'ultimo infatti aveva cercato di spiegare come la categoria di causalità fosse applicabile legittimamente solo nell'ambito fenomenico e conoscitivo (rigorosamente disgiunto dalla cosa in sé), però poi aveva trattato la stessa cosa in sé come un qualcosa che "causa", in maniera oscura, l'emergere dell'esperienza. Se il noumeno, o cosa in sé, modifica i nostri organi di senso, che su di essa formano infatti il fenomeno, vuol dire che la cosa in sé agisce "causalmente" su di noi. L'errore di Kant consiste dunque nell'aver costruito tutto il processo conoscitivo umano intorno alla cosa in sé, pur essendo questa paradossalmente inconoscibile.
Per salvare il kantismo allora, Karl Leonhard Reinhold (1758–1823), che era tra l'altro un grande estimatore di Kant, nel Saggio su una nuova teoria della facoltà umana della rappresentazione (1789) propose di unificare fenomeno e noumeno, materia e forma, vedendoli non più come i termini opposti di una contraddizione, ma originati dalla stessa attività unificatrice del soggetto. Secondo Reinhold, la cosa in sé non è pertanto qualcosa di esterno al soggetto, ma è un puro concetto (limite) appartenente alla sua stessa rappresentazione, la quale consta contemporaneamente sia di spontaneità (attiva), che di recettività (passività dei sensi).

### Fichte

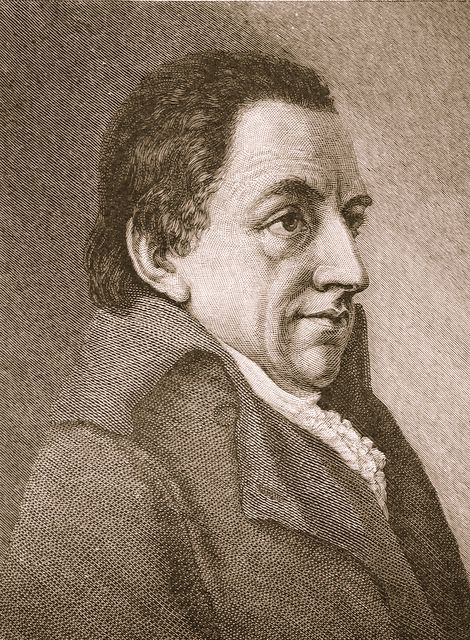
Fichte

Johann Gottlieb Fichte (1762–1814) è il primo grande esponente (e fondatore) dell'Idealismo tedesco. Egli, partendo dalle posizioni di Reinhold, intuisce che, se l'Io non è più limitato dal noumeno nella sua attività conoscitiva, cioè da un limite esterno che lo renda finito, allora è un Io infinito. Pur restando nell'ambito del kantismo, di cui si considera un prosecutore, Fichte cercherà di andare al di là delle aporie di Kant, costituite appunto dal dualismo tra fenomeno e noumeno, a favore di una visione completamente incentrata sull'Io, concepito non come una realtà di fatto, bensì come un atto, un agire dinamico, come attività pensante. Questa superiore attività (inconscia) costituisce l'unità originaria e immediata sia del soggetto che dell'oggetto, nella quale il noumeno, cioè il non-io, che di una simile attività è il prodotto, viene posto inconsciamente dal soggetto stesso, per rispondere a un'esigenza di natura altamente etica. La filosofia fichtiana, detta appunto «idealismo etico», o anche «idealismo critico» (che idealizza e trasfigura il dato nel soggetto trascendente), si contrappone pertanto al dogmatismo, nel quale invece il soggetto diventa immanente all'oggetto.
Inizia così la stagione dell'Idealismo tedesco. Gli altri idealisti tedeschi svilupperanno le loro filosofie a partire dalle considerazioni di Fichte.

### Schelling

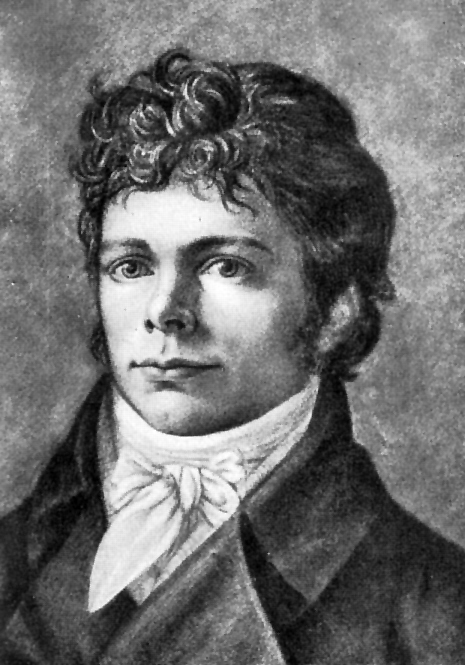
Schelling

La filosofia di Fichte è una filosofia dell'infinito inteso non come estensione, ma come potenza spirituale e ideale: essa inaugurava una nuova epoca del pensiero, l'epoca dell'Idealismo e del Romanticismo. Seguì questa strada il discepolo, e inizialmente suo ammiratore, Friedrich Wilhelm Joseph von Schelling (1775–1854), che occupò la cattedra dell'Università di Jena quando Fichte diede le dimissioni. Schelling, personaggio di primo piano dell'Idealismo e amico di importanti esponenti del Romanticismo tedesco (Goethe, Novalis, Schlegel, Hölderlin, Hegel), riprese da Fichte l'idea dell'infinità dell'uomo. Il filosofo però mostrò interesse anche per la natura, e ben presto criticò l'Io fichtiano perché questo, pur essendo assoluto e illimitato, aveva bisogno di restare vincolato al non-io, dal momento che un soggetto può esistere solo in rapporto a un oggetto. Così egli pose a principio della sua filosofia l'Assoluto, nel quale il soggetto e l'oggetto siano due poli con pari dignità; esso è l'unione immediata (o indifferenza) di spirito e materia, pensiero ed estensione, Ragione e Natura. Secondo Schelling, la tensione verso la trascendenza si ricompone nel momento estetico dell'arte, mentre secondo Fichte si ricomponeva invece nell'agire etico.

### Hegel

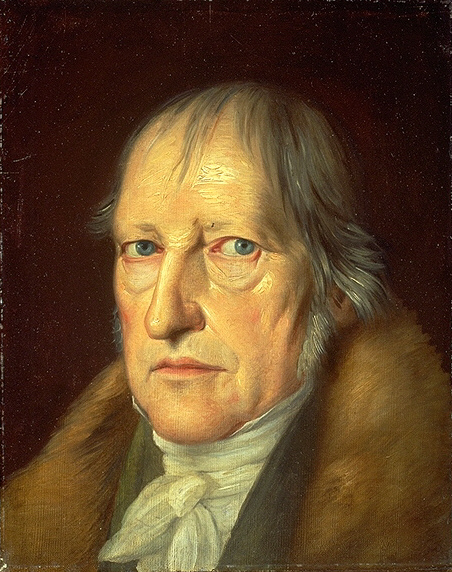
Hegel

George Wilhelm Friedrich Hegel (1770–1831) si considerava lui stesso il culmine della corrente, nella quale Fichte rappresenterebbe l'«idealismo soggettivo», Schelling l'«idealismo oggettivo», e quindi Hegel l'«idealismo assoluto», seguendo lo schema di "tesi-antitesi-sintesi" da lui stesso elaborato.
L'unità di soggetto e oggetto, essere e pensiero, diventa però in Hegel non più un'unità immediata, bensì mediata dalla ragione dialettica. L'Idealismo hegeliano segna infatti l'abbandono della logica formale di stampo parmenideo e aristotelico (detta anche logica dell'identità o di non-contraddizione), in favore di una nuova logica cosiddetta sostanziale. L'essere non è più staticamente opposto al non-essere, ma viene fatto coincidere con quest'ultimo trapassando nel divenire.
L'Idealismo hegeliano, che risolve tutte le contraddizioni della realtà nella Ragione assoluta (e per questo sarà chiamato panlogismo) avrà un esito immanentistico, riconoscendo in se stesso, e non più in un principio trascendente, la meta e il traguardo ultimo della Filosofia. La ragione infatti si riconcilia con il reale non (come era in Fichte e Schelling) ritornando alla sua origine indistinta, ma all'interno e alla fine del percorso dialettico stesso: «dell'assoluto si deve dire che esso è essenzialmente Risultato, che solo alla fine è ciò che è in verità; e proprio in ciò consiste la sua natura, nell'essere effettualità, soggetto, o svolgimento di se stesso». Portando a soluzione tutte le contraddizioni, Hegel finirà per risolvere e vanificare quella tensione ideale del finito verso l'infinito, dell'uomo verso Dio, tipica del Romanticismo, e con lui si chiude così la stagione dell'Idealismo tedesco.

## Sinistra e destra hegeliana
Storicamente Hegel ha fatto scuola, visto che al suo seguito si sono create varie correnti, innanzitutto la cosiddetta «sinistra hegeliana» (o i «giovani hegeliani»), e la «destra hegeliana». La destra sosteneva che Hegel fosse il culmine della filosofia, in cui lo Spirito assoluto aveva trovato espressione reale e definitiva, mentre la sinistra credeva che nella dinamica storica anche la filosofia hegeliana andasse superata, diventando essa stessa tesi o antitesi per un'ulteriore sintesi. Della sinistra ha fatto parte tra gli altri Ludwig Feuerbach che influenzò il pensiero di Karl Marx, il quale formulò un'importante critica anti-hegeliana, reinterpretando la sua filosofia non più in chiave idealistica, bensì in chiave storica. Marx vedeva infatti nella filosofia hegeliana un sostanziale razionalismo e materialismo di fondo, mascherato solo esteriormente da idealismo. Su questi assunti giunse al materialismo storico, sviluppato come materialismo dialettico dal suo sodale Engels.

## Dopo l'Idealismo tedesco
Dopo l'iniziale entusiastica adesione al pensiero di Hegel, si è avuta nei filosofi successivi una reazione opposta di ferma contrarietà verso tutto quanto avesse odore di idealismo, seppure da prospettive diverse.
Dal suo interno, il secondo Schelling contestò l'esito hegeliano dell'Idealismo tedesco che risolveva tutta la realtà nella Ragione Assoluta. Tra i più fermi esponenti dell'anti-idealismo si trova Franz Brentano, il quale sosteneva che il metodo proprio della filosofia non fosse altro che quello delle scienze naturali e che la filosofia dovesse tornare ad essere scientifica.
Un ritorno all'idealismo si ebbe successivamente in Italia nel XX secolo con Giovanni Gentile e Benedetto Croce, esponenti del cosiddetto neoidealismo italiano.
Fra gli studiosi dell'Idealismo tedesco vi fu contemporaneamente Heidegger, il quale vedeva in Hegel il compimento dell'aberrazione della metafisica culminante nell'oblio dell'Essere. Schelling avrebbe invece riconosciuto l'impossibilità di racchiudere la verità in un sistema compiuto, al punto da essere definito da Heidegger come «il pensatore veramente creativo e di più ampio respiro di tutta questa epoca della filosofia tedesca. Egli lo è a tal punto che spinge dall'interno l'Idealismo tedesco al di là della sua propria posizione fondamentale».